# Pilar de Cavia

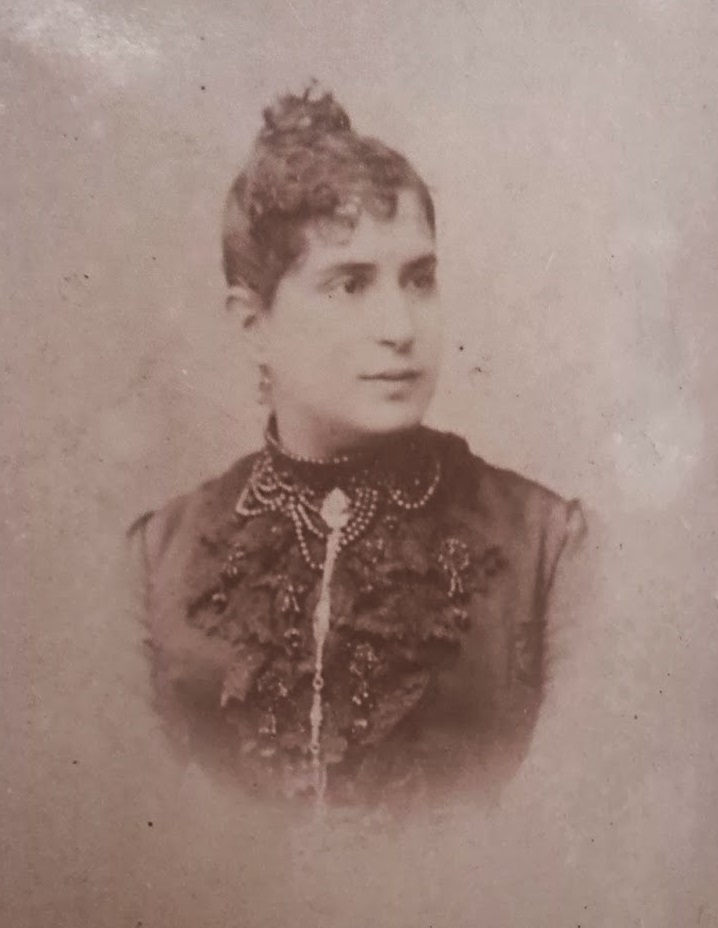
Pilar de Cavia

Pilar de Cavia y Lac (Zaragoza, 5 de enero de 1860-Albalate de las Nogueras, 23 de septiembre de 1935) fue una poetisa española, hermana del periodista Mariano de Cavia. 

## Biografía
Era hija del notario Francisco de Cavia, natural de Trespaderne, de quien heredó sus convicciones carlistas. Su padre había llegado a gastar buena parte de sus ingresos notariales y de su patrimonio en dicha causa, pagando primero 25 000 duros por su propio rescate, cuando estuvo preso en el castillo de las Aljaferías, y montando después un batallón a su costa para engrosar las huestes de Don Carlos.
Desde su niñez, dedicó su tiempo libre a aficiones literarias, componiendo poesías en cuartillas, algunas de las cuales fueron publicadas en periódicos de poca publicación.
Apenas cumplidos los trece años, componía ya quintillas briosas, que, según Luis Martínez Kléiser, eran «como latidos de emoción despertados por los horrores de la guerra carlista».
Tras casarse con Santiago Antelo Merchante, hijo del último corregidor de Cuenca, se establecieron en Albalate de las Nogueras, donde él tenía propiedades. Al enviudar, contrajo matrimonio en segundas nupcias con Nicolás Vindel, y después se retiró a Albalate. Allí regentó la hacienda de su primer marido y se consagró a educar a las niñas del pueblo.
Pilar de Cavia escribió cientos de composiciones poéticas, en las que cultivó los géneros bucólico y religioso, con gran capacidad para elaborar versos y producir cambiantes y reflejos a través de los cristales de colores de sus rimas. Martínez Kléiser destaca asimismo los versos que dedicó a su Zaragoza natal, por ejemplo, en su Viaje ideal y sus Remembranzas, en cuyo espíritu despertaba la jota.
Durante décadas reprodujeron sus versos muchos periódicos españoles, entre ellos, El Correo de Moda, la Revista de Aragón (que dirigía su hermano Mariano), la Revista Contemporánea y La Hormiga de Oro. Fue también colaboradora de publicaciones carlistas como El Correo Español, La Bandera Regional, La Reconquista, La Defensa, El Jaimista, El Maestrazgo, ¡Aurrerá!, La Verdad, El Tradicionalista, La Trinchera, El Combate, El Cañón, La Lucha y El Radical de Albacete.
Su hermano Mariano de Cavia la definió como «una doña Emilia Pardo Bazán con boina», en alusión a las ideas carlistas.